# Орлянское (Запорожская область)
Орля́нское (укр. Орлянське) — село,
Орлянский сельский совет,
Васильевский район,
Запорожская область,
Украина.
Код КОАТУУ — 2320984401. Население по переписи 2001 года составляло 2974 человека.
Является административным центром Орлянского сельского совета, в который, кроме того, входят сёла
Видножино,
Тополиное,
Ульяновка и
Ясная Поляна.
В конце февраля 2022 года село было оккупировано в ходе вторжения России на Украину

## Географическое положение
Село Орлянское находится на одном из истоков реки Большая Белозёрка,
рядом проходит большой магистральный канал.
На расстоянии в 1 км расположено село Видножино.
Через село проходит автомобильная дорога Р-37.

## Происхождение названия
Первые поселенцы были крестьяне из села Орлика, Лохвицкого уезда , Полтавской губернии. Они и назвали село - Орлянское
На территории Украины 2 населённых пункта с названием Орлянское.

## История
У села Орлянское раскопаны погребения эпохи бронзы (II—I тысячелетие до н. э.), скифского (IV—III вв. до н. э.) и сарматского (I—II вв. н. э.) времени.
1800 — дата основания как хутор Орлянск.
В январе 1918 года была установлена Советская власть .
В 1923 году была создана первая сельскохозяйственная артель.
Во времена Великой Отечественной войны 720 жителей Орлянское стояли на фронтах, 297 из них были награждены орденами и медалями за свои подвиги. На территории села расположена братская могила, где покоятся 377 советских воинов, павших в освободительных боях. На этой могиле установлен памятник, в знак памяти о погибших. 455 воинам-односельчанам павшим в схватках с врагом, на территории села размещены мемориальные плиты.

## Экономика
- «Орлянское», сельскохозяйственный ПК.

## Объекты социальной сферы
- Почтовое отделение
- Сельскохозяйственный производственный кооператив
- 2 Церкви
- Аптека
- Амбулатория семейной медицины
- 10 Фермерских хозяйств
- Общеобразовательная школа - ІІІ степеней
- 16 Торговых точек
- Детский сад
- Дом Культуры [5]

## Достопримечательности
- В селе долгое время сохранялась как памятник народной архитектуры ветряная мельница 1897 года постройки (в настоящее время не существует).
- Братская могила советских воинов.

## Известные уроженцы
- Гапон, Александр Иванович (1940—2021) — Народный артист Украины. Почётный гражданин Запорожья.